# Скок (филм)
Вижте пояснителната страница за други значения на Скок.
„Скок“ е български късометражен филм, създаден от Петър Вълчанов и Кристина Грозева.
Подбран е да участва на 38-ите европейски филмови награди, след като печели награда за най-добър сценарий на фестивала в Клермон Феран.
В сюжета на филма е представен старият ерген Гошо, комуто е поверено жилището на негов приятел. Тази роля се играе от Стефан Денолюбов.